# 핵 생성
핵 생성 또는 결정핵생성(Nucleation)은 열역학에서 물질이나 혼합물 내에서 자기조립이나 자기조직화를 통해 새로운 열역학적 상 (물리학)이나 구조를 형성하는 첫 번째 단계이다. 핵 생성은 일반적으로 관찰자가 새로운 단계 또는 자체 조직 구조가 나타나기 전에 기다려야 하는 시간을 결정하는 프로세스로 정의된다. 예를 들어, 일정량의 물이 (대기압에서) 0 °C 미만으로 냉각되면 얼음으로 얼게 되는 경향이 있지만, 0 °C 미만으로 몇 도만 냉각된 물의 양은 오랜 기간 동안 완전히 얼음이 없는 상태로 유지되는 경우가 많다. (과냉각). 이러한 조건에서는 얼음의 핵형성이 느리거나 전혀 발생하지 않는다. 그러나 낮은 온도에서는 핵형성이 빠르고 지연이 거의 또는 전혀 없이 얼음 결정이 나타난다.
핵생성은 1차 상전이를 생성하는 일반적인 메커니즘이며, 새로운 열역학적 상을 형성하는 과정의 시작이다. 대조적으로, 연속적인 위상 전환의 새로운 위상은 즉시 형성되기 시작한다.
핵 생성은 종종 시스템의 불순물에 매우 민감하다. 이러한 불순물은 육안으로 볼 수 없을 정도로 작을 수 있지만 여전히 핵 생성 속도를 제어할 수 있다. 이 때문에 이종 핵생성과 균질 핵생성을 구별하는 것이 종종 중요하다. 이종 핵생성은 시스템 표면의 핵생성 부위에서 발생한다. 균질한 핵생성은 표면에서 멀리 떨어져서 발생한다.